# Blasphemous Rumours/Somebody
Blasphemous Rumours/Somebody è un singolo del gruppo musicale britannico Depeche Mode, pubblicato il 29 ottobre 1984 come terzo estratto estratto dal quarto album in studio Some Great Reward.

## Descrizione

### Blasphemous Rumours
Martin Lee Gore dichiarò che "l'ispirazione della canzone venne agli esordi della band o anche prima quando Andy (Fletcher) e Vince (Clarke) andavano regolarmente in chiesa, e io ci andavo perché erano miei amici. Non sono mai stato un cristiano praticante, anche se loro lo erano. E quando non sei coinvolto, penso che noti davvero l'ipocrisia e solo il lato divertente delle cose. Una cosa che ho spesso citato è questa cosa chiamata "lista di preghiera": ogni settimana si sedevano e pregavano per le persone gravemente ammalate, anche se potevi garantire che la maggior parte di loro sarebbe morta. Il ritornello della canzone recita: "non voglio mettere in giro delle voci blasfeme, ma penso che Dio abbia uno strano senso dell'umorismo, e quando morirò, mi aspetto di trovarlo ridere".

### Somebody
È una canzone d'amore cantata da Gore nonché il primo singolo del gruppo da lui cantato. In questa canzone il protagonista canta del suo desiderio di trovare qualcuno, di essere il suo amante ed il suo confidente, che rispetti le sue opinioni «sul mondo in cui viviamo e la vita in generale», anche senza essere necessariamente d'accordo con lui.

## Video musicali
Entrambi i video sono stati diretti da Clive Richardson.

## Tracce
Testi e musiche di Martin Lee Gore.
1. Blasphemous Rumours (Single Version) – 5:09
2. Somebody (Remix) – 4:19

## Formazione
Hanno partecipato alle registrazioni, secondo le note di copertina di Some Great Reward:
Gruppo
- Martin Gore – strumentazione, voce, voce principale (Somebody)
- Alan Wilder – strumentazione, voce
- David Gahan – strumentazione, voce principale
- Andrew Fletcher – strumentazione, voce

Produzione
- Daniel Miller – produzione
- Depeche Mode – produzione
- Gareth Jones – produzione
- Ben Ward – assistenza tecnica
- Stefi Marcus – assistenza tecnica
- Colin McMahon – assistenza tecnica
- Brian Griffin – fotografia
- Stuart Graham – assistenza alla fotografia
- Martyn Atkins – design
- David A. Jones – design
- Marcx – design

## Classifiche
| Classifica (1984/85) | Posizione massima |
| -------------------- | ----------------- |
| Australia            | 87                |
| Belgio (Fiandre)     | 24                |
| Francia              | 68                |
| Germania             | 22                |
| Irlanda              | 8                 |
| Paesi Bassi          | 34                |
| Regno Unito          | 16                |
| Svizzera             | 19                |